# Pfarrverwalter
Pfarrverwalter ist die kirchenrechtlich korrekte Bezeichnung von (spätberufenen) Pfarrern, die nach einer verkürzten theologischen Ausbildung im Dienst der Evangelisch-Lutherischen Kirche in Bayern (ELKB) stehen.
Im Zeitraum von 1966 bis 1985 unterhielt die bayerische Landeskirche ein eigenes Pfarrverwalterseminar, zunächst am Missions- und Diasporaseminar des Missionswerks Neuendettelsau, dann auf dem Campus der Augustana-Hochschule Neuendettelsau. In diesen Jahren wurden ca. 90 Personen ausgebildet. 
Erstmals wieder ab dem Wintersemester 1999 konnte ein Spätberufener die Ausbildung zum Pfarrverwalter aufnehmen, nun in Form eines konzentrierten Theologiestudiums an der Augustana-Hochschule. Das veränderte Pfarrverwaltergesetz der ELKB von 2002 modifizierte die frühere Konzeption derart, dass die Ausbildung nun im Rahmen eines Studienseminars, zu dem jährlich eine begrenzte Zahl von Bewerbern nach einem entsprechenden Auswahlverfahren zugelassen wird, von der Hochschule wahrgenommen wird. 
Zulassungsvoraussetzung sind neben persönlicher und kirchlicher Eignung ein mindestens mittlerer Schulabschluss sowie der Nachweis einer abgeschlossenen Berufsausbildung und die Bewährung in diesem Beruf. Ein vierjähriger Studienweg führt Personen aus einem nichtkirchlichen Berufsfeld zur Aufnahmeprüfung für Pfarrverwalter und zum anschließenden Vorbereitungsdienst, ein Studienjahr mit propädeutischem Vorlauf ermöglicht es Personen aus theologisch-kirchlichen Berufen, in den Vorbereitungsdienst (Lehrvikariat unter Verantwortung des Predigerseminars Nürnberg) zu treten. Dieser umfasst die Anstellungsprüfung für Pfarrverwalter („2. Examen“).
Pfarrverwalter haben die gleichen Dienstaufgaben wie Pfarrer mit vollem Theologiestudium, erhalten jedoch eine geringere Vergütung. Durch eine weitere Prüfung („Kolloquium“) nach einer festgelegten Zeit beruflicher Bewährung kann die rechtliche und finanzielle Gleichordnung mit Pfarrern erlangt werden. 
Pfarrverwalter der früheren und der gegenwärtigen Ausbildung organisieren sich im Konvent der Pfarrverwalterinnen und Pfarrverwalter in der Evangelisch-Lutherischen Kirche in Bayern.